# Naze
Naze (名瀬市;-shi) era una città situata nell'isola di Amami Ōshima, in Giappone. Il 20 marzo 2006, si è fusa con la cittadina di Kasari ed il villaggio di Sumiyo per formare la nuova città di Amami, che fa parte della prefettura di Kagoshima.
Nel 2003, la città aveva una popolazione di 41.778 e la densità di 327,31 abitanti per km². La superficie era di 127,64 km².
La città era stata fondata il 1º luglio 1946.

## Clima
| Naze (1991-2020) Fonte: JMA                          | Mesi        | Mesi        | Mesi        | Mesi        | Mesi        | Mesi        | Mesi        | Mesi        | Mesi        | Mesi        | Mesi        | Mesi        | Stagioni | Stagioni | Stagioni | Stagioni | Anno    |
| Naze (1991-2020) Fonte: JMA                          | Gen         | Feb         | Mar         | Apr         | Mag         | Giu         | Lug         | Ago         | Set         | Ott         | Nov         | Dic         | Inv      | Pri      | Est      | Aut      | Anno    |
| ---------------------------------------------------- | ----------- | ----------- | ----------- | ----------- | ----------- | ----------- | ----------- | ----------- | ----------- | ----------- | ----------- | ----------- | -------- | -------- | -------- | -------- | ------- |
| T. max. media (°C)                                   | 17,7        | 18,3        | 20,4        | 23,1        | 26,2        | 29,4        | 32,3        | 32,0        | 30,4        | 27,0        | 23,5        | 19,6        | 18,5     | 23,2     | 31,2     | 27,0     | 25,0    |
| T. media (°C)                                        | 15,0        | 15,3        | 17,1        | 19,8        | 22,8        | 26,2        | 28,8        | 28,5        | 27,0        | 23,9        | 20,4        | 16,7        | 15,7     | 19,9     | 27,8     | 23,8     | 21,8    |
| T. min. media (°C)                                   | 12,2        | 12,4        | 14,1        | 16,7        | 19,8        | 23,6        | 26,0        | 26,0        | 24,3        | 21,2        | 17,6        | 13,9        | 12,8     | 16,9     | 25,2     | 21,0     | 19,0    |
| T. max. assoluta (°C)                                | 28,1 (1969) | 28,2 (2009) | 30,4 (1999) | 32,1 (1931) | 33,7 (1923) | 36,3 (2001) | 37,3 (1960) | 36,9 (1958) | 34,9 (1958) | 33,3 (1964) | 31,0 (1957) | 28,6 (2018) | 28,6     | 33,7     | 37,3     | 34,9     | 37,3    |
| T. min. assoluta (°C)                                | 4,4 (2016)  | 3,1 (1901)  | 4,7 (1901)  | 6,6 (1932)  | 9,4 (1917)  | 13,9 (1922) | 18,8 (1913) | 19,6 (1940) | 15,3 (1904) | 11,2 (1941) | 8,2 (1922)  | 6,1 (1926)  | 3,1      | 4,7      | 13,9     | 8,2      | 3,1     |
| Giorni di calura (Tmax ≥ 30 °C)                      | 0,0         | 0,0         | 0,0         | 0,0         | 0,3         | 0,7         | 4,0         | 5,4         | 0,5         | 0,0         | 0,0         | 0,0         | 0,0      | 0,3      | 10,1     | 0,5      | 10,9    |
| Nuvolosità (okta al giorno)                          | 8,3         | 8,1         | 8,0         | 7,8         | 7,9         | 8,4         | 6,8         | 6,6         | 6,9         | 7,1         | 7,4         | 7,9         | 8,1      | 7,9      | 7,3      | 7,1      | 7,6     |
| Precipitazioni (mm)                                  | 184,1       | 161,6       | 210,1       | 213,9       | 278,1       | 427,4       | 214,9       | 294,4       | 346,0       | 261,3       | 173,6       | 170,4       | 516,1    | 702,1    | 936,7    | 780,9    | 2 935,8 |
| Giorni di pioggia                                    | 15,1        | 13,6        | 14,4        | 12,7        | 13,7        | 16,2        | 10,4        | 13,7        | 14,8        | 12,8        | 10,6        | 13,8        | 42,5     | 40,8     | 40,3     | 38,2     | 161,8   |
| Giorni di nebbia                                     | 0,0         | 0,0         | 0,0         | 0,0         | 0,0         | 0,0         | 0,0         | 0,0         | 0,0         | 0,0         | 0,0         | 0,0         | 0,0      | 0,0      | 0,0      | 0,0      | 0,0     |
| Umidità relativa media (%)                           | 68          | 70          | 70          | 73          | 77          | 80          | 77          | 78          | 78          | 75          | 72          | 69          | 69       | 73,3     | 78,3     | 75       | 73,9    |
| Radiazione solare globale media (centesimi di MJ/m²) | 6,3         | 8,0         | 10,5        | 13,4        | 14,8        | 14,5        | 19,0        | 17,0        | 14,1        | 10,7        | 8,3         | 6,3         | 20,6     | 38,7     | 50,5     | 33,1     | 142,9   |
| Ore di soleggiamento mensili                         | 58,7        | 63,3        | 89,3        | 110,6       | 122,8       | 116,4       | 199,2       | 176,3       | 135,0       | 107,9       | 86,1        | 66,5        | 188,5    | 322,7    | 491,9    | 329,0    | 1 332,1 |
| Pressione a 0 metri s.l.m. (hPa)                     | 1 019,6     | 1 018,7     | 1 016,6     | 1 014,0     | 1 010,5     | 1 007,6     | 1 007,9     | 1 007,0     | 1 008,9     | 1 013,6     | 1 017,8     | 1 019,9     | 1 019,4  | 1 013,7  | 1 007,5  | 1 013,4  | 1 013,5 |
| Tensione di vapore (hPa)                             | 11,8        | 12,3        | 14,1        | 17,0        | 21,4        | 27,0        | 30,2        | 30,4        | 27,8        | 22,3        | 17,3        | 13,4        | 12,5     | 17,5     | 29,2     | 22,5     | 20,4    |
| Vento (direzione-m/s)                                | NNW 3,1     | NNW 3,0     | S 2,9       | S 2,6       | SSE 2,2     | S 2,3       | S 2,4       | SSE 2,4     | SSE 2,3     | SSE 2,5     | NNW 2,6     | NNW 3,0     | 3,0      | 2,6      | 2,4      | 2,5      | 2,6     |